# 奈良市立飛鳥小学校
奈良市立飛鳥小学校（ならしりつ あすかしょうがっこう）は、奈良県奈良市紀寺町にある公立小学校。

## 沿革
- 1874年7月 - 中院町極楽院禅室(国宝)に添上郡第1大区第2小区研精舎を仮設する[1]。
- 1875年 - 更新舎を研精舎に合し、鵲小學校と改称する[1]。
- 1883年 - 御所馬場に校舎を建築し、飛鳥小學校と改称する[1]。
- 2009年 - ユネスコスクールとして認定される[1]。

## 進学先中学校
公立学校の場合は、奈良市立飛鳥中学校へ進学する。　

## 学区内の主な施設
- 春日大社
- 白毫寺
- 十輪院
- 新薬師寺
- 奈良教育大学
- 奈良県立高円高等学校

## 著名な卒業生
- 入江泰吉（写真家）

## 通学区域が隣接している学校
- 奈良市立椿井小学校
- 奈良市立済美小学校
- 奈良市立東市小学校
- 奈良市立田原小学校
- 奈良市立鼓阪小学校